# Free (canción de Ultra Naté)
«Free» es una canción de música house interpretada por la cantante estadounidense Ultra Naté. Fue lanzado el 31 de marzo de 1997 como el primer sencillo de su tercer álbum de estudio Situation: Critical. La canción fue producida por Lem Springsteen y John Ciafone, miembros del dúo Mood II Swing. Se convirtió en el sencillo más exitoso de su carrera obteniendo la primera posición las listas de música dance y el número 75 del Hot 100 de la revista Billboard de los Estados Unidos. Mientras en el Reino Unido, alcanzó el número 4 además de ingresar en otras listas musicales de Europa. También recibió el disco de oro otorgado por la British Phonographic Industry. La canción está considerada como uno de los himnos de la música dance de la década del 90, por eso es constantemente reversionada desde su lanzamiento por diversos artistas en general del género electrónico.
El video musical está dirigido por Fenton Bailey y Randy Barbato.

## Versiones
- El DJ y productor italiano Alex Guesta realizó una versión en 2009 bajo el nombre de Guesta Project titulada "Free Medley with Children", que incluye el sampleo de "Children" de Robert Miles.[6] En 2012 lanzó una versión del género house progresivo.[7]
- En 2016, Defected Records lanzó una versión deep house de "Free" realizado por el DJ y productor alemán Claptone, llamado "The First Time Free (Claptone Remix)". Esta pista incluye el riff de guitarra de "Free" basado en la versión remezclada por Mood II Swing, superpuesta con las voces de "The First Time", de Roland Clark.[8]

## Lista de canciones
CD Maxisencillo
1. «Free» (Mood II Swing Radio Edit) – 3:41
2. «Free» (Full Intention Radio Edit) – 3:20
3. «Free» (Mood II Swing Extended Vocal Mix) – 12:09
4. «Free» (Full Intention Vocal Mix) – 6:50
5. «Free» (R.I.P. Up North Mix) – 6:45
6. «Free» (R.I.P. Down South Dub) – 6:25
7. «Free» (Mood II Swing Live Mix) – 7:42
8. «Free» (Mood II Swing Dub Mix) – 8:52
9. «Free» (Full Intention Sugar Daddy Dub) – 6:05

Ultimate Remixes '98
1. «Free» (M&S Philly Klub Mix) – 7:38
2. «Free» (M&S Philly Dub) – 5:47
3. «Free» (Tiefschwarz Soulful Vocal Mix) – 7:18
4. «Free» (Tiefschwarz Dub Mix) – 6:28
5. «Free» (GA's Mix) – 8:40
6. «Free» (Tiefschwarz A cappella) – 3:50
7. «Free» (M&S Epic Reprise Mix) – 7:56

Free EP (2005)
1. «Free» (Brick City Remix) – 7:45
2. «Free» (Oscar G's Space Afterhours Mix) – 8:21
3. «Free» (Jason Nevins Remix) – 7:55
4. «Time Of Our Lives» (StoneBridge Anthem Mix) – 8:23
5. «Free» (Toolhouse Remix) – 7:09
6. «Free» (Junior Sanchez Remix) – 5:32
7. «Feel Love» (Liquid People Remix) – 6:55
8. «Free» (Craig C.'s Strange Bedfellows Mix) – 7:51
9. «Brass In Pocket» (DJ Karizma Mix) – 6:55

Free (Mixes 2010)
1. «Free» (Samuele Sartini Radio Edit) – 3:43
2. «Free» (Samuele Sartini Remix) – 5:47
3. «Free» (Bob Sinclar Remix) – 8:39
4. «Free» (Bob Sinclar Dub) – 8:11
5. «Free» (Téo Moss & Daniel Shems Remix) – 7:00
6. «Free» (Téo Moss & Daniel Shems Dub) – 7:00

## Posicionamiento en listas y certificaciones
| Lista (1997)                             | Mejor posición |
| ---------------------------------------- | -------------- |
| Alemania (Media Control AG)              | 42             |
| Australia (ARIA Charts)                  | 31             |
| Austria (Ö3 Austria Top 40)              | 33             |
| Bélgica (Ultratop 50 flamenca)           | 22             |
| Bélgica (Ultratop 40 valona)             | 11             |
| Canadá (Canadian Singles Chart)          | 10             |
| Escocia (Scottish Singles Chart)         | 5              |
| Estados Unidos (Billboard Hot 100)       | 75             |
| Estados Unidos (Hot Dance Club Songs)    | 1              |
| Estados Unidos (Hot Dance Singles Sales) | 1              |
| Francia (SNEP)                           | 6              |
| Noruega (VG-lista)                       | 17             |
| Nueva Zelanda (RIANZ)                    | 30             |
| Países Bajos (Dutch Top 40)              | 29             |
| Reino Unido (UK Singles Chart)           | 4              |
| Suecia (Swedish Singles Chart)           | 28             |
| Suiza (Swiss Singles Chart)              | 6              |

| País        | Organismo certificador | Certificación | Ref.   |
| ----------- | ---------------------- | ------------- | ------ |
| Reino Unido | BPI                    | Disco de Oro  | [ 19 ] |

### Sucesión en listas
| Anterior: «It Must Be Love» de Robin S. | Hot Dance Club Play — Sencillo Nro 1 5 de julio de 1997 — 19 de julio de 1997 | Siguiente: «I Don't Want To» de Toni Braxton |